# Fernand Gonder
Fernand Gonder (ur. 12 czerwca 1883 w Bordeaux, zm. 10 marca 1969 w Rochefort) – francuski tyczkarz.
Na Olimpiadzie Letniej w Atenach w 1906 zdobył złoty medal w skoku o tyczce. Ustanowił dwa rekordy świata (1904 – 3,69 m, 1905 – 3,74 m). W Sztokholmie w 1912 zajął 15. miejsce w kwalifikacjach i nie awansował do finału. Dwukrotnie był mistrzem Francji (1904,1905).